# Навалоса
Навалоса (ісп. Navalosa) — муніципалітет в Іспанії, у складі автономної спільноти Кастилія-і-Леон, у провінції Авіла. Населення — 376 осіб (2010).
Муніципалітет розташований на відстані близько 100 км на захід від Мадрида, 34 км на південний захід від Авіли.

## Демографія
Динаміка населення (INE ):